# Плакальник
Професія відома з глибокої давнини, образи плакальників зустрічаються в давньоєгипетському і давньогрецькому мистецтві. Платон згадує про карийскі гімни, що виконувалися їх хорами. Пророк Єремія повідомляє про жінок-плакальниць і закликає їх сумувати про свій народ.
Релігійні і цивільні влади неодноразово вживали заходів проти плакальників. Закони Дванадцяти таблиць прямо забороняли дряпати щоки і голосити під час поховання. Іван Золотоустий вважав діяльність плакальників і похоронних музикантів суперечить християнській вірі у воскресіння мертвих. Негативно ставиться до цього явища і шаріат.
А проте, стародавня професія досі існує. Так, у Бразилії має популярність потомствена плакальниця Іта Роша, присутня, зокрема, на похороні модельєра К. Ернандеса. Філіппінський фільм 2003 року «Плаче леді», героїні якого заробляють таким же чином, заслужив високої оцінки критиків.